# Valerij Nepomnjasjtjij
Valerij Kusmitj Nepomnjasjtjij (russisk: Валерий Кузьмич Непомнящий ; født 7. august 1943) er en tidligere rusisk fodboldspiller og -træner.